# 里贝朗-韦梅柳
里贝朗-韦梅柳是巴西米纳斯吉拉斯州的一个市镇。总面积40.21平方公里，总人口3773人，人口密度93.8人/平方公里。